# Pacifico (album)
Pacifico è il primo album in studio di Pacifico.

## Tracce
1. Pacifico - 2:22
2. Il faraone - 4:36
3. Il postino - 3:19
4. Le mie parole - 3:16
5. Fine fine - 3:39
6. Il ballo
7. Prime luci - 2:46
8. Gli occhi al cielo - 4:10
9. Technosoap - 2:35
10. Il presente
11. Senza te - 4:35
12. Lo sai che siamo uguali - 4:53
13. Da lontano - 3:38